# پیامد زیست‌محیطی جنگ

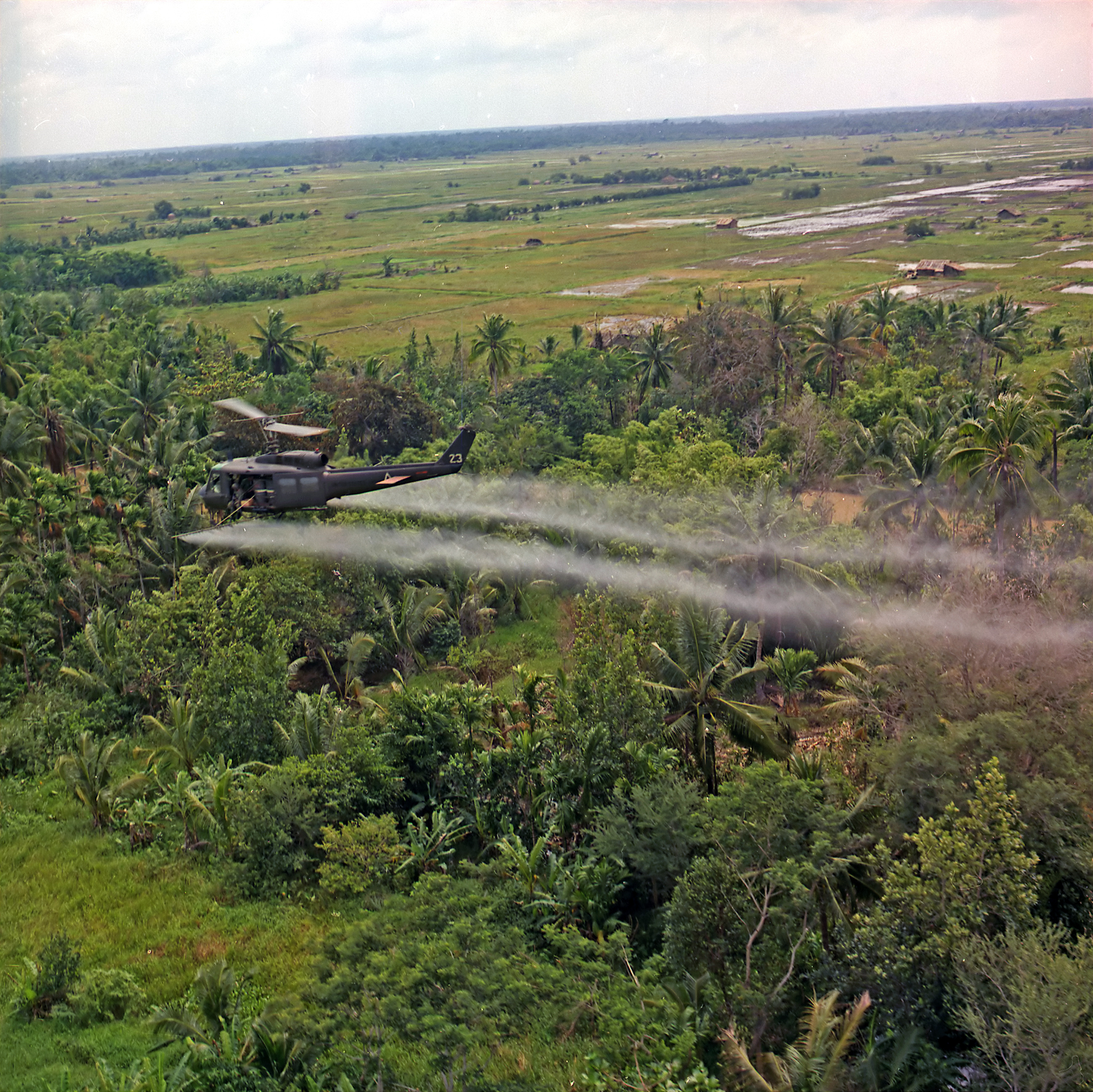
عامل نارنجی، علف کشی که در طول جنگ ویتنام روی زمین‌های کشاورزی اسپری می‌شود

مطالعه پیامد زیست‌محیطی جنگ (به انگلیسی: Environmental impact of war) بر نوسازی جنگ و تأثیر فزاینده آن بر محیط زیست متمرکز است. روش‌های زمین سوخته در بسیاری از تاریخ ثبت‌شده استفاده شده‌است. با این حال، روش‌های جنگ نوین، نابودی بسیار بیشتری بر محیط زیست وارد می‌کند. پیشرفت جنگ از سلاح‌های شیمیایی به سلاح‌های هسته‌ای به‌طور فزاینده‌ای بر اکوسیستم‌ها و محیط زیست فشار وارد کرده‌است. نمونه‌های مشخصی از تأثیر محیطی جنگ شامل جنگ جهانی اول، جنگ جهانی دوم، جنگ ویتنام، جنگ داخلی رواندا، جنگ کوزوو و جنگ خلیج فارس است.

## رویدادهای تاریخی

### جنگ انقلابی آمریکا (۱۷۷۵-۱۷۸۳)
در قرن هجدهم انقلاب آمریکا تأثیرات عمده‌ای بر طبیعت و محیط زیست وارد کرد. به عنوان مثال، در دره فورج در پنسیلوانیا، در طول زمستان ۱۷۷۷-۱۷۷۸، سربازان ارتش جورج واشنگتن بیش از ۱۲۷۰۰۰ درخت را برای ساخت کلبه‌های چوبی خود قطع کردند و عامل جنگل‌زدایی کوتاه ‌مدت و بلند مدت شدند. در نبردهای ساراتوگا در شمال ایالت نیویورک در ۱۹ سپتامبر و ۷ اکتبر ۱۷۷۷، سربازان بیش از ۶۶۰۰۰۰ گلوله سربی شلیک کردند که باعث اثرات زیان‌بار زیست‌محیطی گردید و تا قرن بیست و یکم همچنان ادامه دارد.

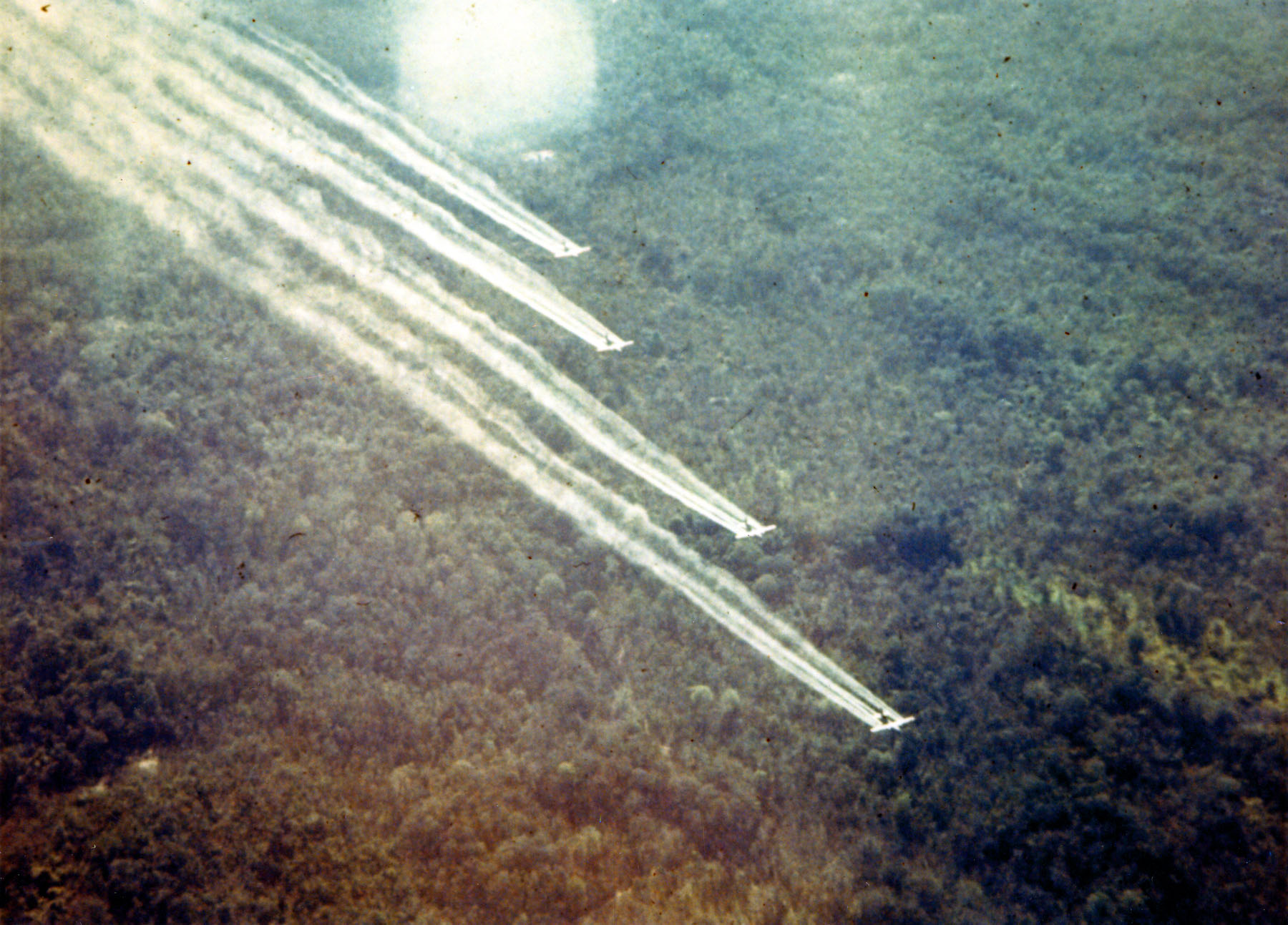
اسپری بیفولینت، بخشی از عملیات Ranch Hand، در طول جنگ ویتنام توسط هواپیمای UC-123B Provider